# XHCRA-FM
XHCRA-FM là đài phát thanh trên tần số 93.1 FM tại Álamo Temapache và Tuxpan, Veracruz. Nó thuộc sở hữu của Radiorama và mang định dạng La Poderosa grupera.

## Lịch sử
XHCRA đã nhận được sự nhượng bộ vào ngày 12 tháng 11 năm 1993. Ban đầu được đưa ra để đấu thầu được đặt tại Cerro Azul, XHCRA thuộc sở hữu của Alejandro Solís Barrera. Công ty nhượng quyền hiện tại đã được trao giải trạm năm 2015.
Tòa tháp nằm trên Cerro El Calvario ở Álamo Temapache, nhưng XHCRA có trụ sở tại tuxpan và là một phần của cụm Radiorama bao gồm XHTVR-FM.